# Jason Upton
Jason Upton (* 15. Dezember 1973) ist ein US-amerikanischer christlicher Popmusiker.

## Leben
Jason Upton wurde 1973 adoptiert und wuchs in Minneapolis (Minnesota) auf. Mit 15 fing er an, in Kirchen überall in den Vereinigten Staaten im Musikdienst tätig zu werden. Zu dieser Zeit bekam er die Möglichkeit, das Christian Artist Music-Seminar in Estes Park (Colorado) zu besuchen und seine ersten Studioaufnahmen zu machen. Er reiste weiter durch Amerika und fing im Alter von 18 Jahren an, seine eigene Musik zu komponieren. Im Dezember 1995 heiratete Upton. Mittlerweile spielt er auf großen christlichen Veranstaltungen und Konzerten überall in den USA, war etwa mehrfach bei der Großveranstaltung The Call vertreten. Er ist außerdem immer wieder in verschiedenen Fernsehsendungen zu Gast.

## Diskografie
- Key of David (2000)
- Faith (2001)
- Dying Star (2002)
- Jacob's Dream (2002)
- Remember (2003)
- Trusting the Angels (2004)
- Great River Road (2005) + Bonus-Track von Keith Green You Are The One
- Open Up The Earth (2005)
- Between earth and sky (2007)
- Beautiful People (2007)
- 1200 Feet below Sea level (2008)
- On the Rim of the Visible World (2009) (Jason Upton & The Goodland Band)
- Family Music (2010)
- Live from Dublin - Songs, Stories and a Train (2010)
- Glimpse (2012)
- Sunday Morning, Live in Winston Salem (2013)